# Nation (Sepultura)
Nation is het achtste album van de Braziliaanse metalband Sepultura. Het album is uitgebracht in 2001. Het zette de alternatieve elementen door die al aanwezig waren op Against.

## Tracks
1. "Sepulnation"
2. "Revolt"
3. "Border Wars"
4. "One Man Army"
5. "Vox Populi"
6. "The Ways of Faith"
7. "Uma Cura"
8. "Who Must Die?"
9. "Saga"
10. "Tribe to a Nation"
11. "Politricks"
12. "Human Cause"
13. "Reject"
14. "Water"
15. "Valtio"

## Bezetting van de band tijdens opname
- Derrick Green
- Igor Cavalera
- Andreas Kisser
- Paulo Jr.